# Liste der Nummer-eins-Hits in Neuseeland (1972)
Diese Liste enthält alle Nummer-eins-Hits in Neuseeland im Jahr 1972. Es gab in diesem Jahr 19 Nummer-eins-Singles.
| Singles |
| --- |
| - Für die Zeit vom 31. Dezember 1971 bis zum 13. Januar 1972 wurde keine Hitparade veröffentlicht. - John Lennon – Imagine - 5 Wochen (14. Januar – 17. Februar) - Daniel Boone – Daddy Don’t Walk So Fast - 1 Woche (18. Februar – 24. Februar) - Les Crane – Desiderata - 1 Woche (25. Februar – 2. März) - New Seekers – I’d Like to Teach the World to Sing (In Perfect Harmony) - 2 Wochen (3. März – 16. März) - Melanie – Brand New Key - 1 Woche (17. März – 23. März) - The Mom & Dads – Ranger’s Waltz - 1 Woche (24. März – 30. März) - Congregation – Softly Whispering I Love You - 2 Wochen (31. März – 13. April) - Don McLean – American Pie - 3 Wochen (14. April – 4. Mai) - Chicory Top – Son of My Father - 2 Wochen (5. Mai – 18. Mai) - Nilsson – Without You - 2 Wochen (19. Mai – 1. Juni) - The Pipes and Drums and Military Band of the Royal Scots Dragoon Guards – Amazing Grace - 3 Wochen (2. Juni – 22. Juni) - Mouth & MacNeal – How Do You Do? - 1 Woche (23. Juni – 29. Juni) - Daniel Boone – Beautiful Sunday - 2 Wochen (30. Juni – 13. Juli) - Neil Diamond – Song Sung Blue - 2 Wochen (14. Juli – 27. Juli) - Dr. Hook – Sylvia’s Mother - 5 Wochen (28. Juli – 31. August) - Donny Osmond – Puppy Love - 8 Wochen (1. September – 26. Oktober) - Three Dog Night – Black and White - 5 Wochen (27. Oktober – 30. November) - Arlo Guthrie – City of New Orleans - 2 Wochen (1. Dezember – 14. Dezember) - Lieutenant Pigeon – Mouldy Old Dough - 2 Wochen (15. Dezember – 28. Dezember) - Für die Zeit vom 29. Dezember 1972 bis zum 1. Februar 1973 wurde keine Hitparade veröffentlicht. |